# Nordstjärneorden
Kungliga Nordstjärneorden (NO) är en svensk kunglig orden som 1975–2022 delades ut av regeringen till utländska medborgare eller statslösa personer som gjort personliga insatser för Sverige. Sedan 1 januari 2023 delas den ut till svenska och utländska medborgare samt statslösa genom beslut av Kungl. Maj:ts Orden på förord av regeringen. Kungl. Maj:ts Orden är de svenska statsordnarnas gemensamma organisation. Stormästare för Nordstjärneorden är Sveriges monark. Orden delades efter ordensreformen 1975 inte  ut till svenska medborgare, men i maj 2018 meddelade sex ledamöter i Konstitutionsutskottet att ordensväsendet skulle ses över och att svenska medborgare återigen skulle kunna förlänas svenska ordnar och att tilldelningar av utmärkelser inom Nordstjärneorden, Vasaorden och Svärdsorden skulle återupptas. Konstitutionsutskottets betänkande, 2021/22:KU39, kom 9 juni 2022 och den 15 juni 2022 fattade riksdagen beslut om att återinföra ordensväsendet, vilket innebar att förlänandet av Nordstjärneorden till svenska medborgare återinfördes 1 januari 2023.
Nordstjärneorden har fem värdigheter. Bandet är i svart. Den hade mellan 1975 och 2022, för utländska medborgare och statslösa, blått band med gula kanter. Ordens devis är latin: Nescit occasum – svenska: Går aldrig ner – , vilket syftar på Polstjärnan (Nordstjärnan) som är fixerad på himlavalvet. Till orden hör även Nordstjärnemedaljen.

## Historia
Nordstjärneorden instiftades 1748 tillsammans med Serafimerorden och Svärdsorden efter beslut av sekreta utskottet på kanslipresident Carl Gustaf Tessins initiativ. Den 23 februari 1748 skrevs de av riksrådet utarbetade statuterna under av kung Fredrik I. Nordstjärneorden var tänkt att vara en belöning för medborgerliga förtjänster, ämbets- eller tjänstemannagärning, vetenskaper, vittra, lärda och nyttiga arbeten samt för nya och gagneliga inrättningar. Den hade ursprungligen två grader, kommendör och riddare, och svart band. Genom ordensreformen 1952 kan orden även utdelas till kvinnor, dessa benämns dock inte riddare, utan ledamot.
Sedan 1995 kan orden delas ut även till medlemmar av kungahuset. Berömda mottagare av orden har varit Christopher Polhem (kommendör 1748), Jonas Alströmer (riddare 1748), Carl von Linné (riddare 1753), H.C. Andersen (1878), Olof Molander (kommendör 1953), Greta Garbo (kommendör 1983), Susan Sontag (2004), Jennifer Granholm (kommendör av första klassen 2010) och Christopher O'Neill (kommendör 2013).

## Insignier
- Kedjan består av elva par blå ryggställda F (för Fredrik I) krönta med kunglig krona förenade med vita nordstjärnor. Kedjan bärs över axlarna.
- Kraschanen finns i två modeller. Storkorskraschanen består av ett malteserkors i silver belagt med en nordstjärna och med strålknippen utgående från vinklarna. Kommendörskraschanen är likadan bortsett från att den saknar strålknippen.
- Ordenstecknet är ett vitt malteserkors med öppna kronor i vinklarna och belagd med en blå glob på vilken är anbragt en vit nordstjärna med omskriften NESCIT OCCASUM och krönt med kunglig krona. Ordenstecknet finns i två storlekar.
- Ordensbandet - Ordensbandets färg var under åren 1748–1975 svart, samt är det återigen från 2023, detta då det swarta är thet okunskapens mörker stiernans stråålar will genomlysa.[15] Under åren 1975–2022 var bandet blått med gula kanter (detta då man ville att det skulle synas, att orden var svensk).[6] 2013 bars orden, enligt beslut av Konungen, i svart band även av prinsar inom kungahuset.[16]

### Vid mottagares död
När en mottagare av Nordstjärneorden dör, skall ordenstecken samt eventuell kedja, i enlighet med ordens statuter, återsändas till skattmästaren vid Kungl. Maj:ts Orden, då de inte är personlig egendom utan bara nyttjas under innehavarens livstid.

### Briljanterade ordenstecken

Nordstjärneorden storkorskraschan med briljanter, 1951. Har tillhört Reinhold Hugo Josef Rudbeck.

En person kunde i vissa, sällsynta fall förlänas med en briljanterad orden.
Vanligtvis inträffade detta om personen gjort konungen eller kungafamiljen något personligt.
Till skillnad mot de ordinarie ordenstecknen så hade de briljanterade ordenstecknen en särställning. Dels var ordenstecknen personlig egendom och behövde inte återsändas till kungen vid innehavarens död, dels skulle innehavaren även bära de lägre graderna trots att en högre tilldelats.

### Mottagare av briljanterade ordenstecken
- Jean de Bedoire, riddare med briljanter, 1788.
- Lars von Engeström, kommendör med stora korset med briljanter.
- Christian Ehrenfried von Weigel, riddare med briljanter, 1819.[18][19]
- Pehr von Afzelius, riddare med briljanter, 1828.
- Magnus Brahe, kommendör med stora korset med briljanter, 1831.
- Erik Gustaf Geijer, riddare med briljanter, 1837.
- Baron Pie de Crombrugghe de Looringhe, kommendör med stora korset med briljanter, 24 maj 1841.
- Magnus Huss, riddare med briljanter, 1844.
- Carl Johan Ekströmer, riddare med briljanter, 1844.
- Peter Olof Liljewalch, riddare med briljanter, 1853.[20]
- Pehr Henrik Malmsten. riddare med briljanter, 1853.[20]
- Albert Ehrensvärd, riddare med briljanter, 1856.
- Ludvig Manderström, kommendör med stora korset med briljanter, 1857.[21]
- Andreas Munch, riddare med briljanter, 1864.
- Gustaf Ljunggren, riddare med briljanter, 1868.
- Carl Yngve Sahlin, riddare med briljanter, 1877.
- Louis Palander, riddare med briljanter, 1880.
- Adolf Erik Nordenskiöld, kommendör med stora korset med briljanter, 1880.
- Alfred Lagerheim, kommendör 1kl. med briljanter, 1881.
- Johan Lorentz Hafström, riddare med briljanter, 1883.
- Knut Mauritz Gerhard, riddare med briljanter, 14 maj 1887.[22]
- Carl Malcolm Lilliehöök, riddare med briljanter, 1889.
- Xavier Paoli, riddare med briljanter, 1896.
- Sven Hedin, riddare med briljanter, 1901.
- Edvard Brändström, kommendör 1kl. med briljanter, 1908.
- Sven Hedin, kommendör med briljanter, 1909.
- Carl Lundberg, riddare med briljanter.
- John Hellström, riddare med briljanter, 1942.[23]
- Reinhold Rudbeck, kommendör med stora korset med briljanter, 1951.
- Sixten Wohlfahrt, kommendör av första klassen 1965 och kommendör med stora korset 1971.

## Grader
Kvinnor och präster sågs traditionellt inte som "stridande" och kallades således inte Riddare, utan istället Ledamot av andliga ståndet för präster och Ledamot för kvinnor. Nordstjärneorden har fem grader:
| Ordenstecken | Kraschan | Kedja | Ordensgrad                           | Tillkomst                                                    | Anmärkning |
| ------------ | -------- | ----- | ------------------------------------ | ------------------------------------------------------------ | ---------- |
|              |          |       | Kommendör med stora korset (KmstkNO) | 1748 som Kommendör. Från 1772 som Kommendör med stora korset |            |
|              |          |       | Kommendör av 1. klass (KNO1kl)       | 1873                                                         |            |
|              |          |       | Kommendör (KNO)                      | 1772 som kommendör. Från 1873 kommendör av 2. klass.         |            |
|              |          |       | Riddare av 1. klass (RNO1kl)         | 1748 som riddare. Från 1975 som Riddare 1. klass.            |            |
|              |          |       | Riddare (RNO)                        | 1975                                                         |            |

- Kommendör med stora korset (KmstkNO) – Bär det stora ordenstecknet i band över höger axel och storkorskraschan på vänster bröst.
- Kommendör av första klassen (KNO1kl) – Bär det stora ordenstecknet i band om halsen och kommendörskraschan på vänster bröst.
- Kommendör (KNO) – Bär det stora ordenstecknet i band om halsen.
- Riddare eller ledamot av första klassen (RNO1kl/LNO1kl) – Bär det lilla ordenstecknet i guld i band (rosett för damer) på vänster bröst.
- Riddare eller ledamot (RNO/LNO) – Bär det lilla ordenstecknet i silver i band (rosett för damer) på vänster bröst.

## Ordenshärold

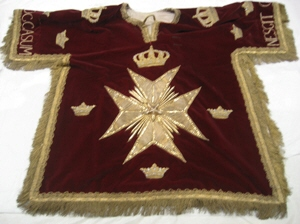
Nordstjärneordens häroldskåpa med ordens härskri på ärmarna Nescit Occasum samt dess ordenstecken i mitten.

När Sverige införde riddarordnar 1748 blev endast en härold för Serafimerorden utsedd, det dröjde till 1785 innan de andra ordnarna fick sina egna härolder. Härolderna bar speciella häroldskåpor och bar alltid den egna ordens ordenstecken på bröstet (se bild nedan). Ämbetet som Nordstjärneordens härolder var obesatt från 1868, och Nordstjärneordens härolder avskaffades med 1952 års ordensstadgar. Dock fanns Serafimerordens härolder samt den av Gustav III 1780 införda rikshärolden, som även fungerade som härold för Kungl. Maj:ts orden kvar till ordensreformen 1974.
- 1785: Sebastian Andreas von Moltzen
- 1785–1789: Johan Jakob Frans Jennings
- 1789–1794: Jöran Wallencreutz
- 1794–1797: Gustaf Magnus Stuart
- 1797–1800: Lars David von Troil
- 1800–1802: Gustaf af Wetterstedt
- 1802–1806: Johan Fredric von Schantz
- 1806–1808: Eric Julius Lagerheim
- 1808–1809: Carl Aron Ehrengranat
- 1809–1810: Axel Johan Lindersköld
- 1810–1818: Niklas Joakim af Wetterstedt
- 1818–: Erik Magnus Kuylenstierna
- –1824: Daniel Hadorph
- 1824–1826: Georg Ulfsparre
- 1826–: O. W. Stael von Holstein
- –1832: Fredric Snoilsky
- 1832–1836: Fredric Anton Wrangel
- 1836–1839: Ludvig Manderström
- 1839–1842: Gustaf von Schantz
- 1842–: Axel Fredrik Liljenstolpe
- –1858: Bernhard Wilhelm von Printzencreutz
- 1858–1862: Ernst Georg von Döbeln
- 1862–1868: Adil Westerstrand

## Ordensdräkt

Nordstjärneordens dräkt, ca år 1820, för en kommendör med stora korset - Livrustkammaren.

De svenska riddarordnarna hade alla ordensdräkter, som de som uppnått kommendörsgrad kunde bära. Senaste gången som ordendräkt bars var vid Oscar I:s kröning 1844. Nordstjärneordens dräkt som fastställdes 1762 var i rött siden, med vita detaljer, och över axlarna bars en slängkappa i rött med vita kanter i siden och sammet. Runt livet bars ett skärp i vitt. Från 1778 fick dräkten samma snitt som den nationella dräkten som instiftades av Gustaf III.

## Bilder

Greven och ambassadören Nils Barck iklädd ordensdräkten i ursprunglig modell från 1762, innan den ändrades 1778. Målning av Gustaf Lundberg.
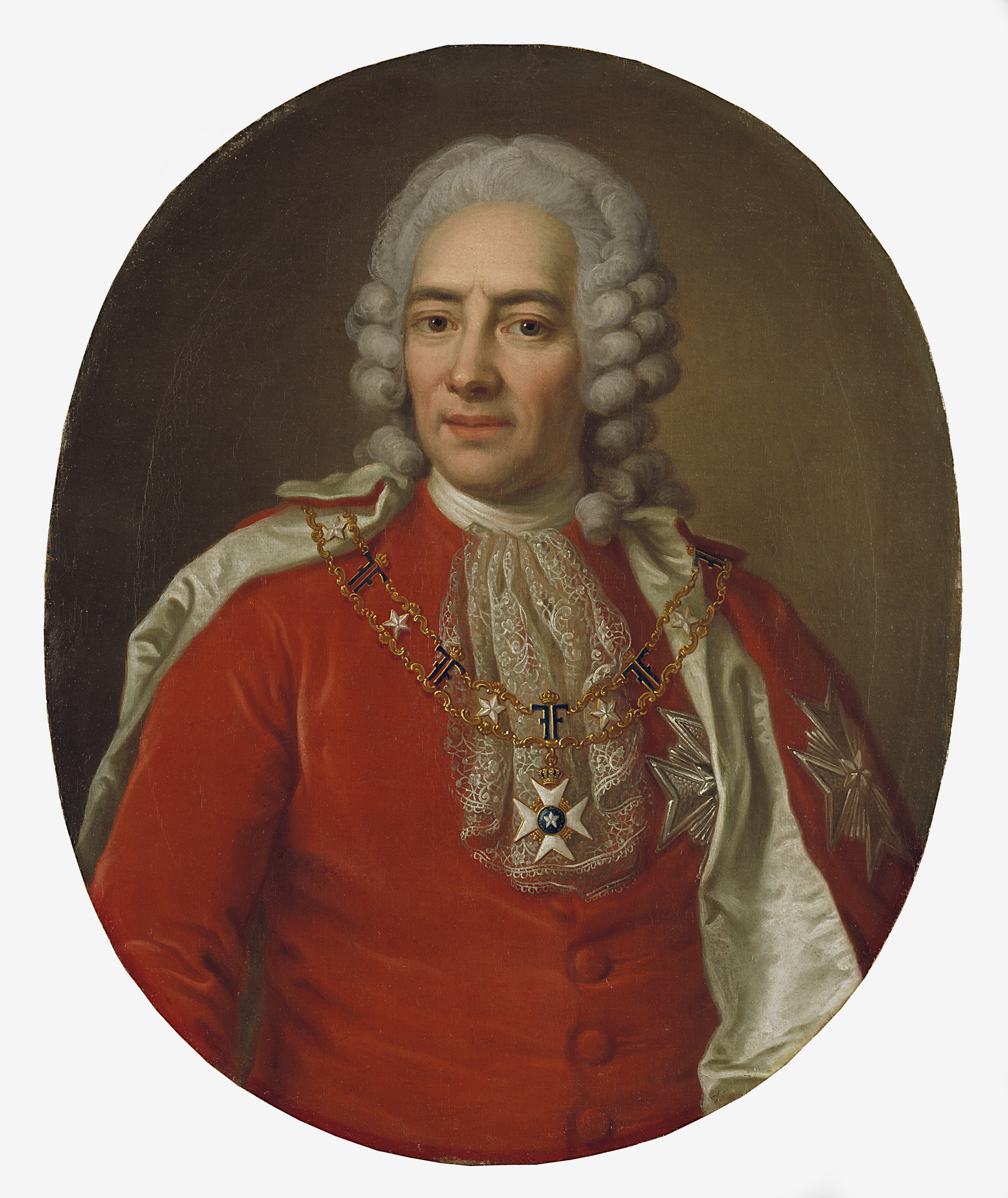
Nils Reuterholm i Nordstjärneordens första ordensdräkt.
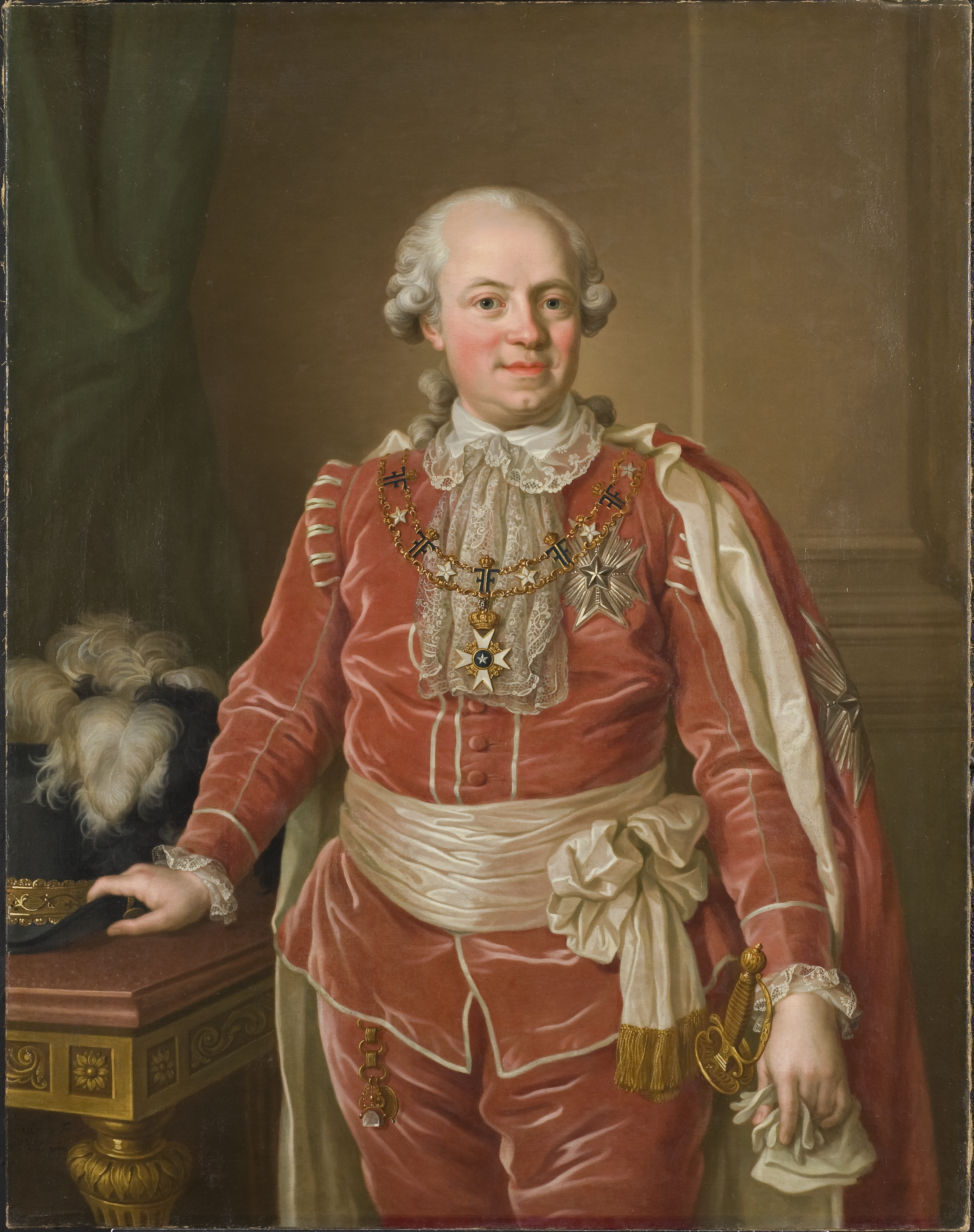
Samuel af Ugglas bär Nordstjärneordens dräkt som infördes 1779.
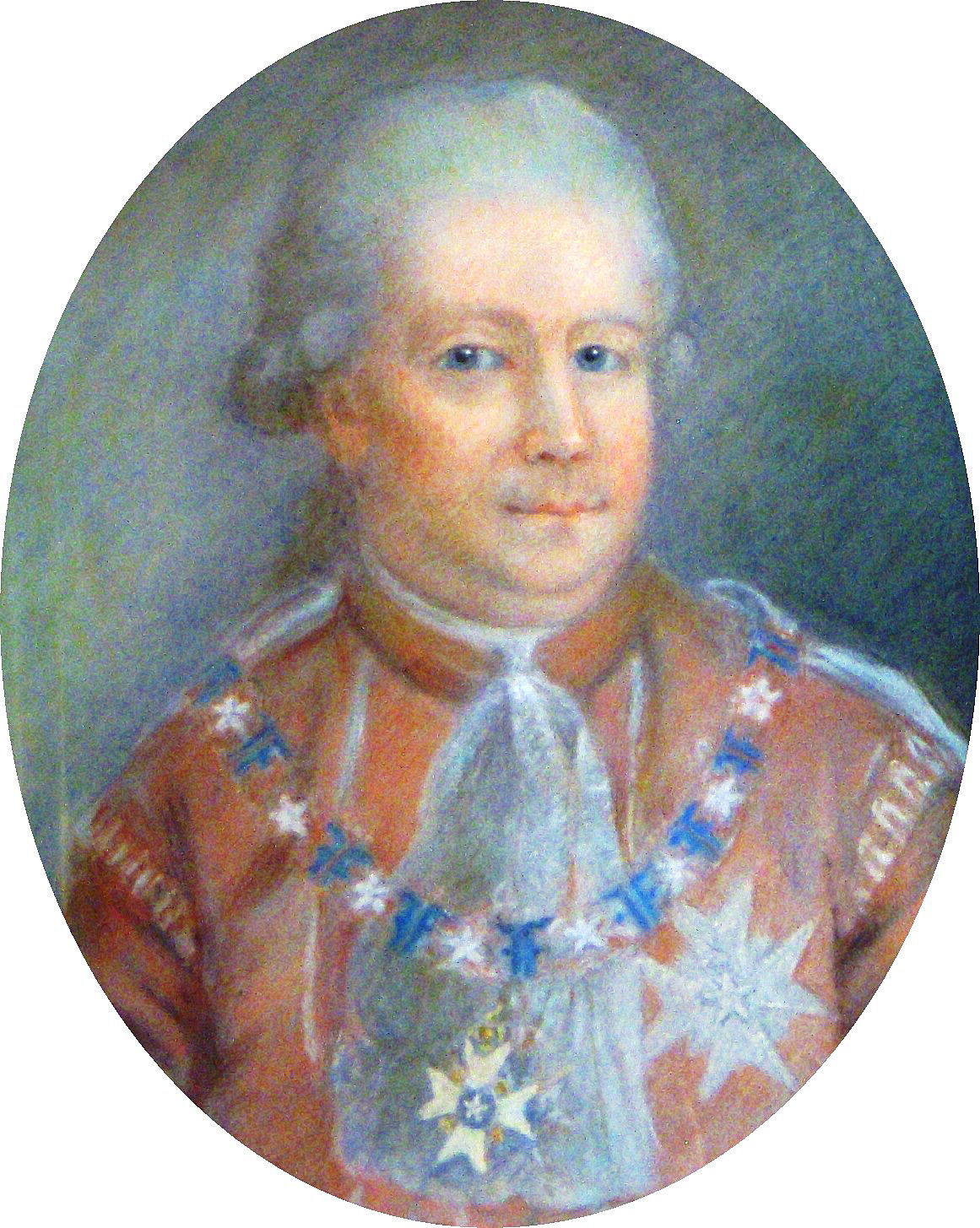
Johan Liljencrantz i Nordstjärneordens dräkt.
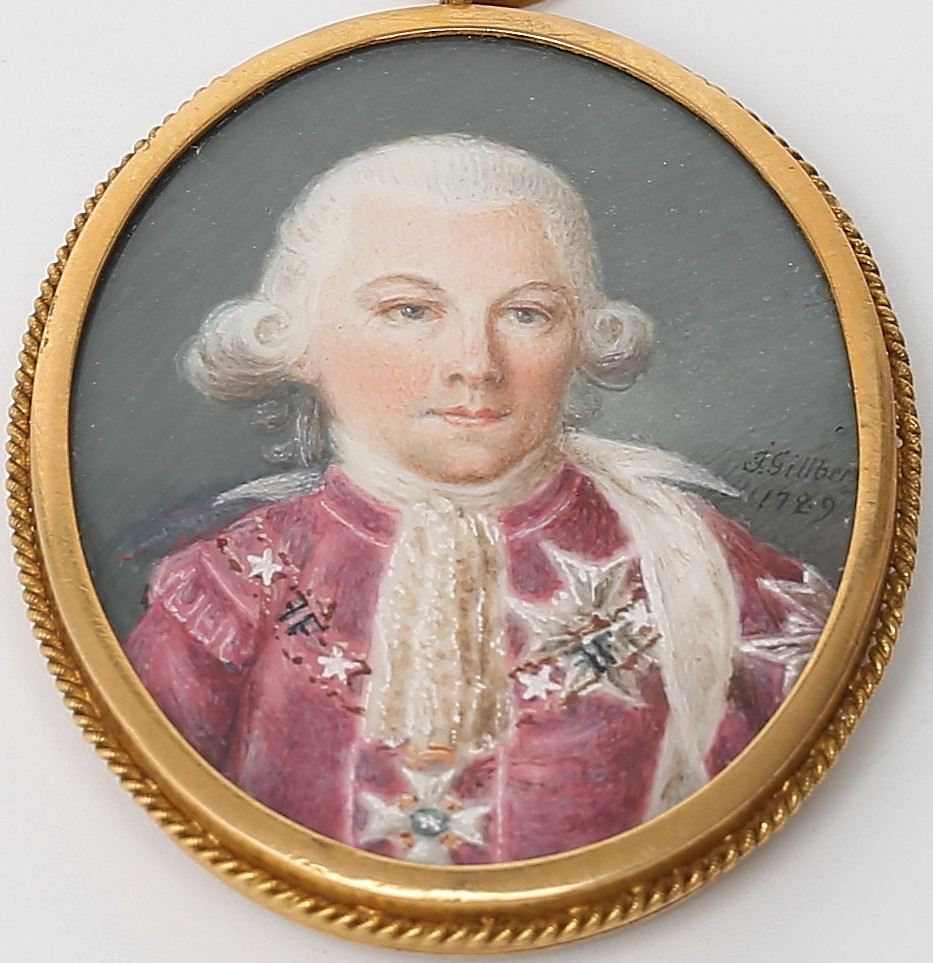
Man i Nordstjärneordens dräkt (1789) med dess ordenskedja runt halsen.
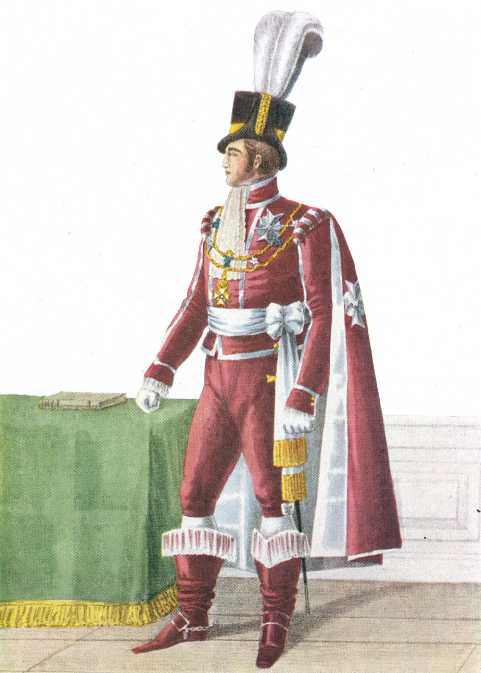
Nordstjärneordens dräkt.
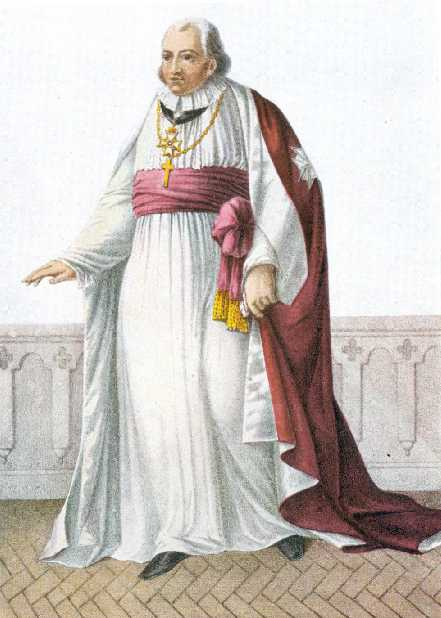
Nordstjärneordens dräkt för ledamot av det andliga ståndet.
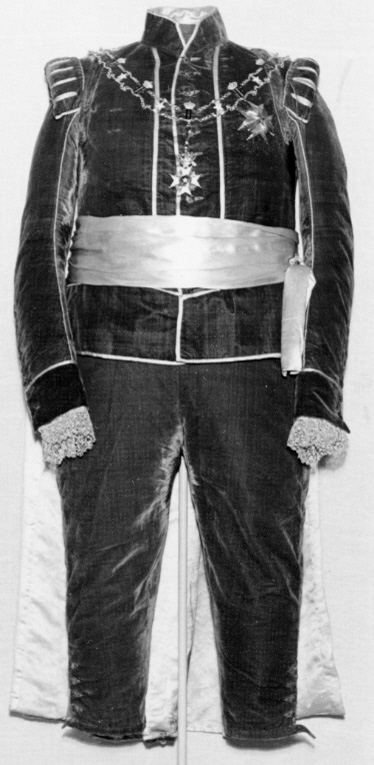
Nordstjärneordens ordensdräkt i utförande från efter 1779.
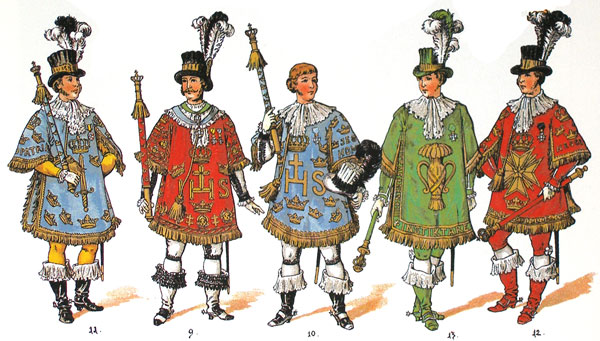
Nordstjärneordens härold syns längst till höger.
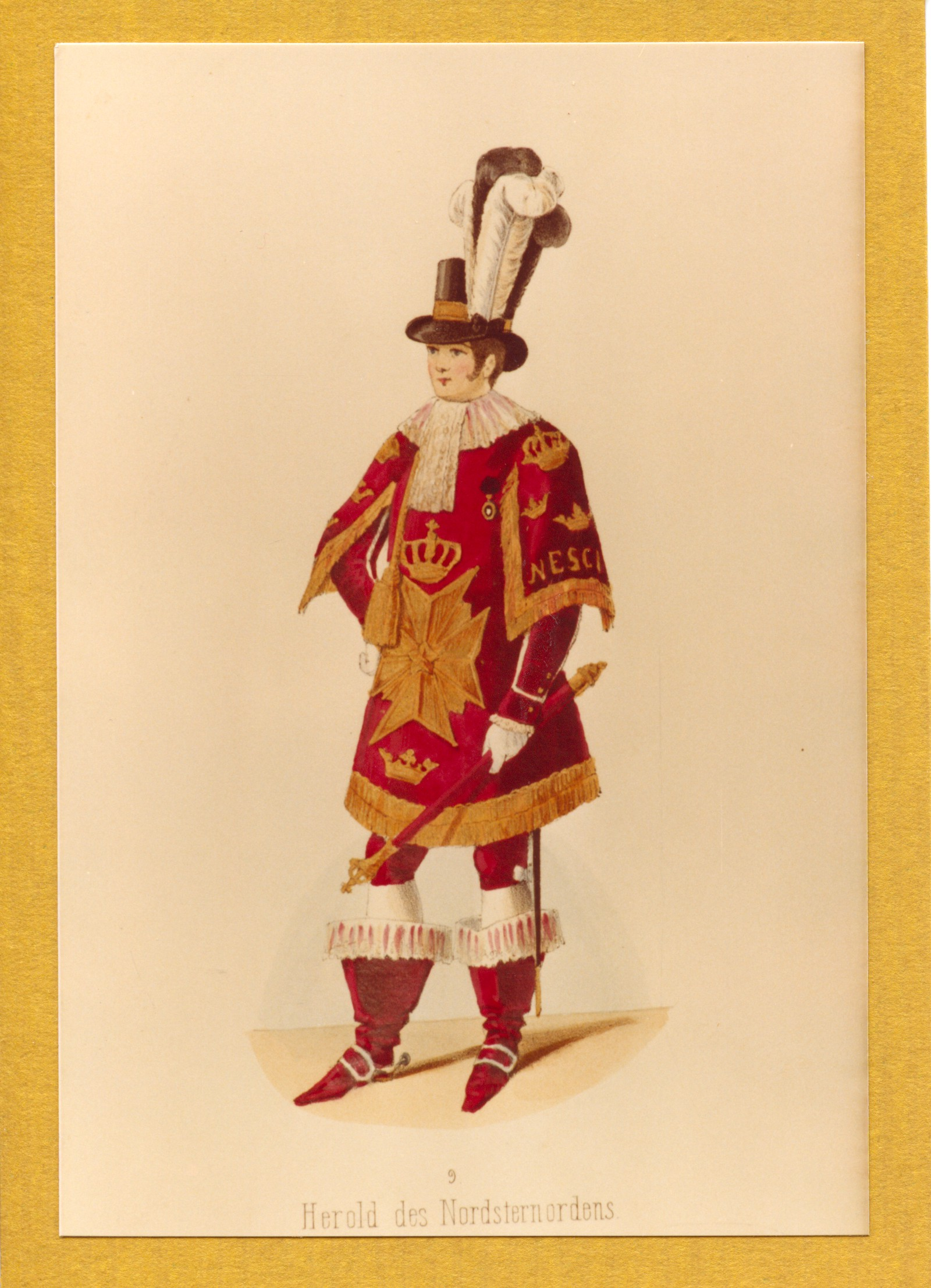
Nordstjärneordens härold vid Oscar I:s kröning 1844.
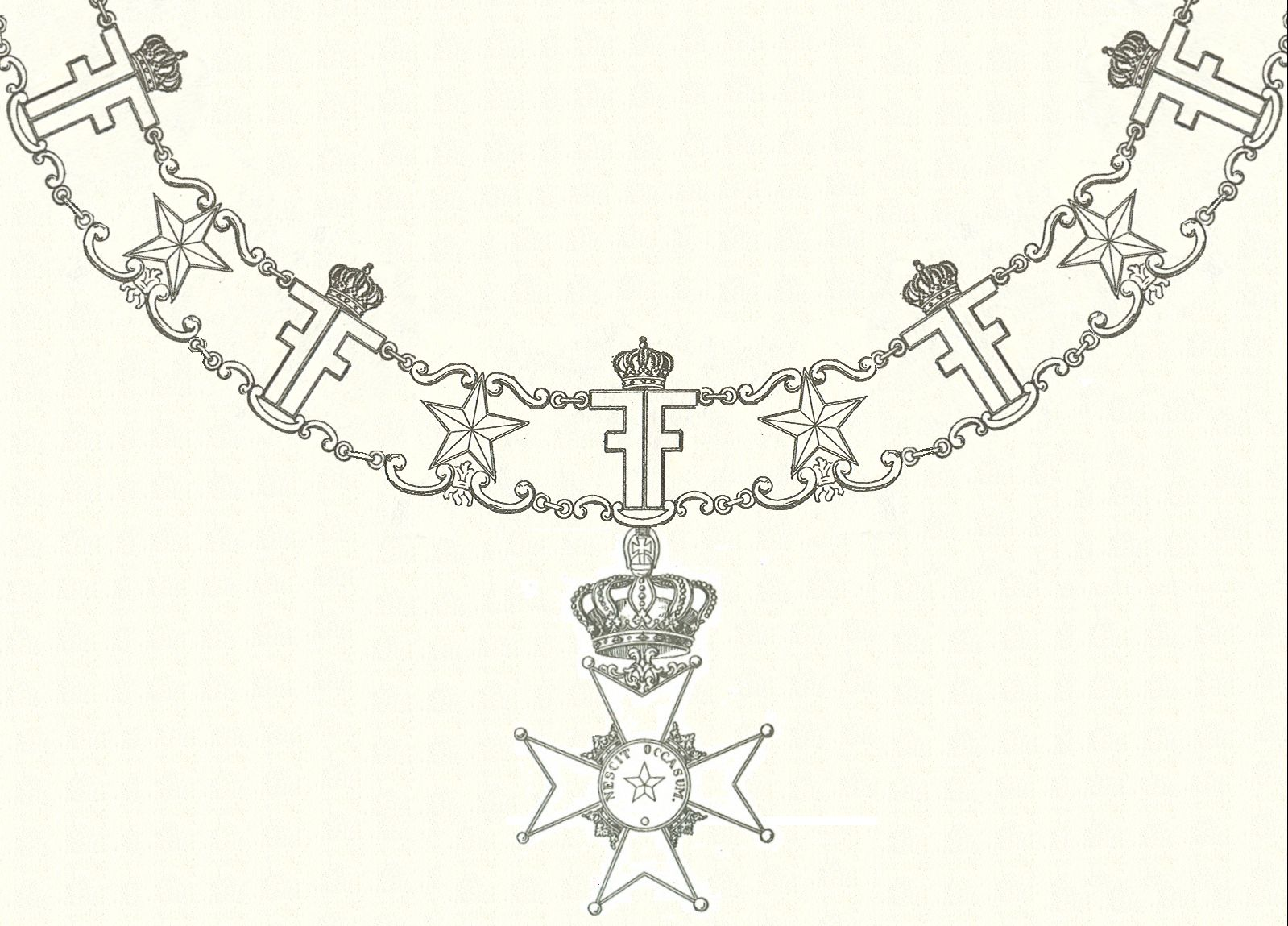
Ordenskedjan.
Storkorskraschan, 1800-talets början.
Kommendörskorskraschan med briljanter, 1881.
Briljanterat ordenstecken för en riddare.
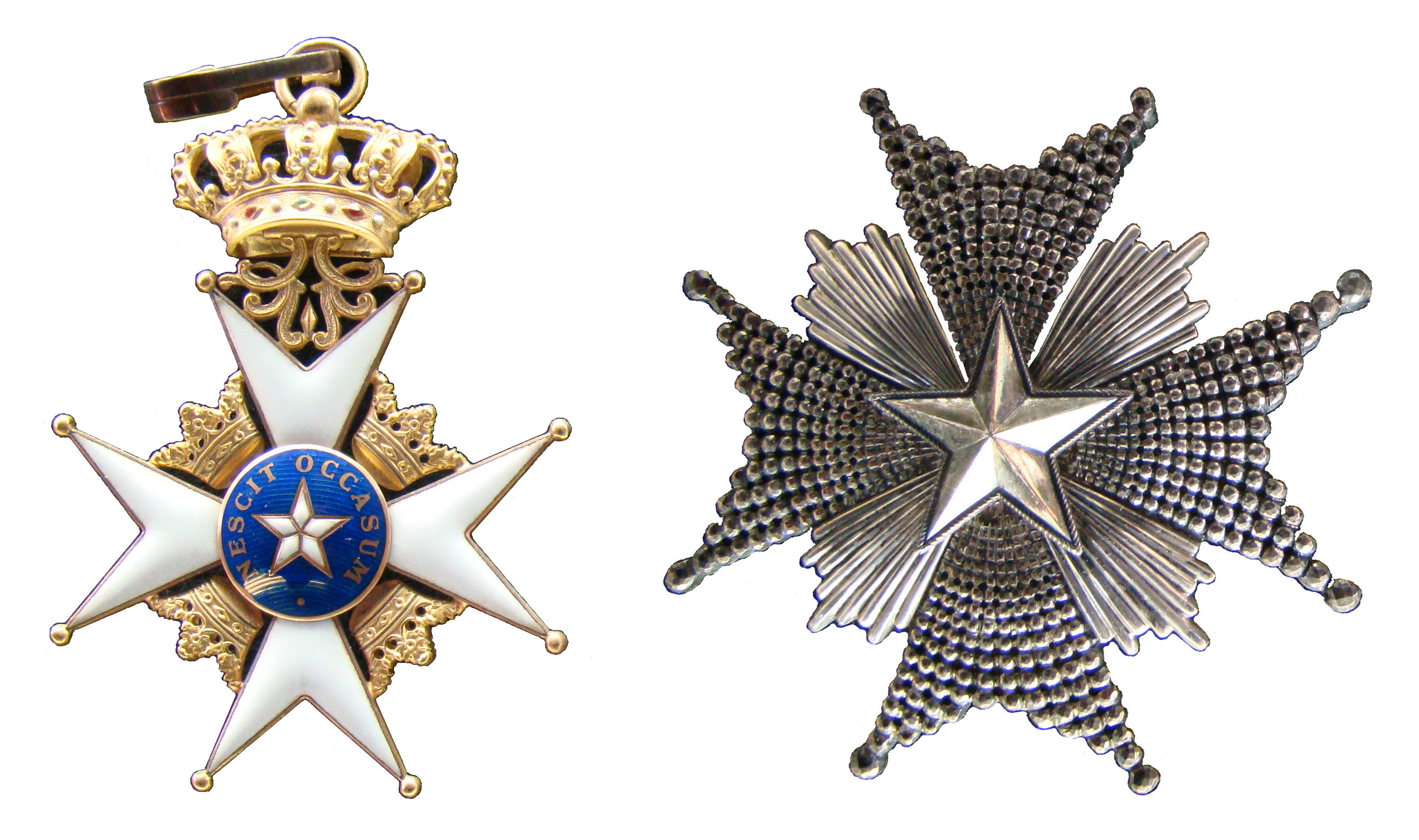
Stora ordenstecknet och storkorskraschan.
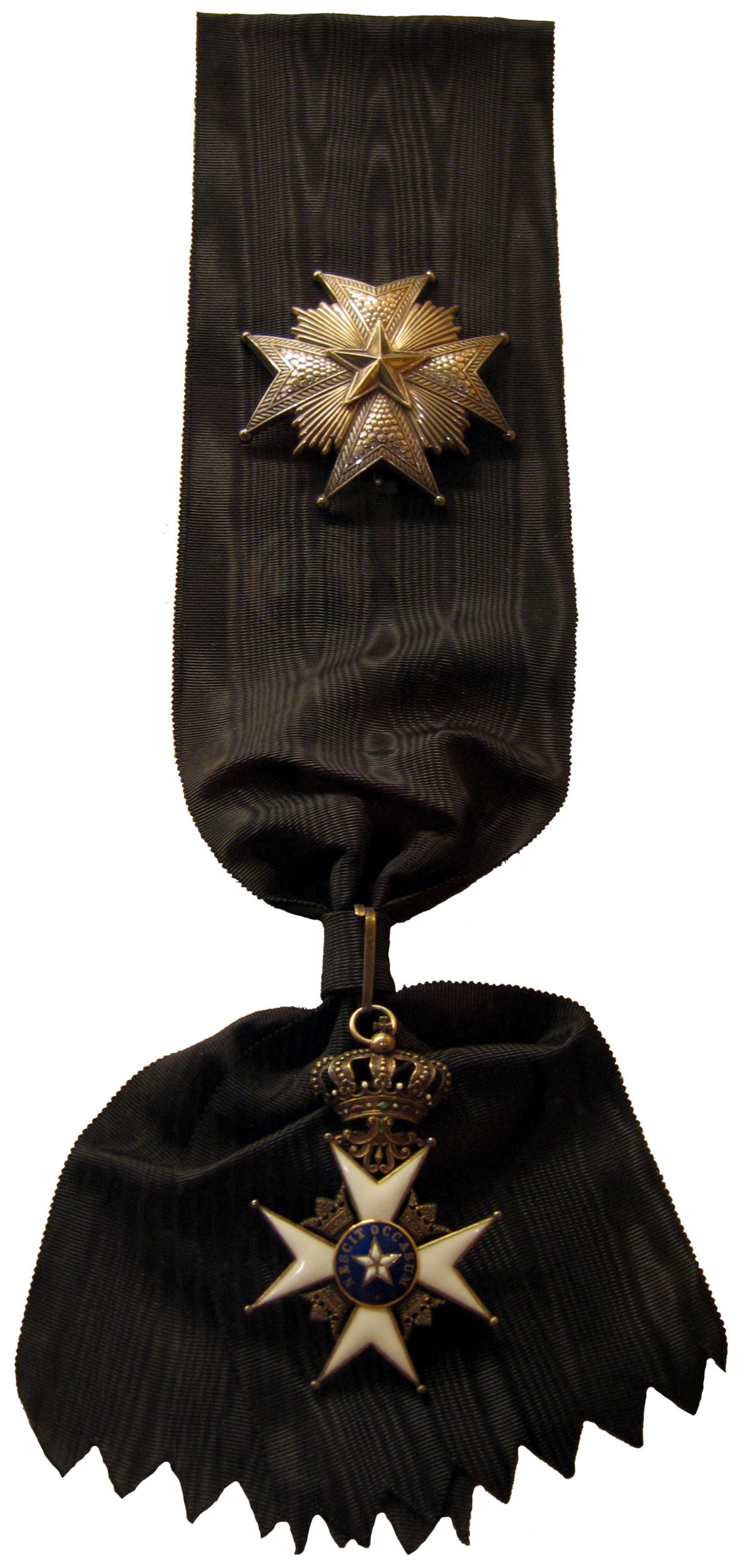
Band före 1975.
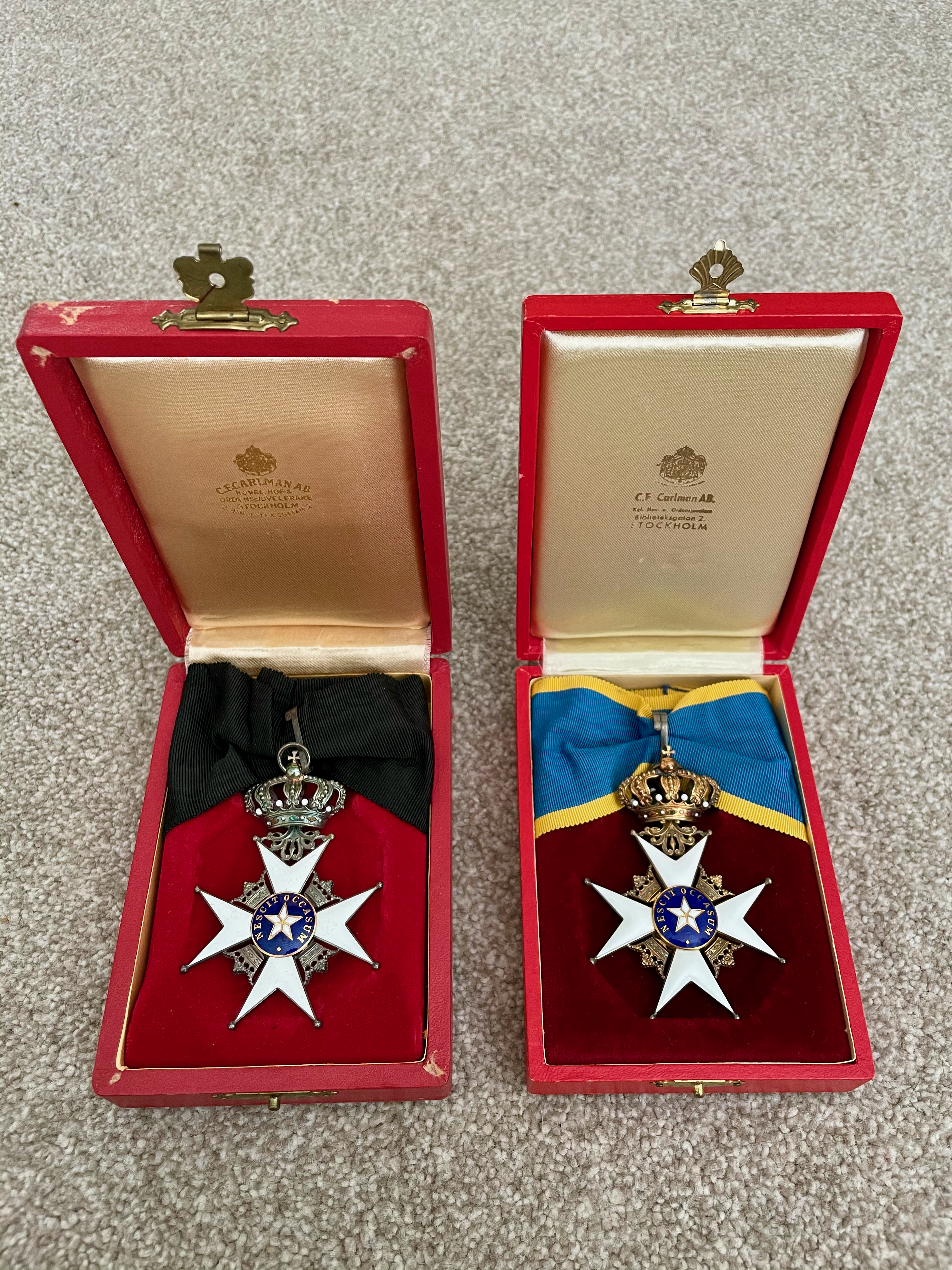
Kommendörstecken i traditionell svart band och i 1975 års blågula variant.
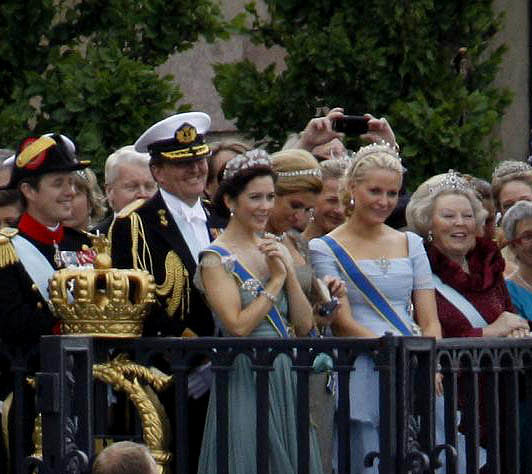
Kronprinsessorna Mary av Danmark och Mette-Marit av Norge iklädda ordensbandet 2010.